# قائمة إذاعات الراديو في العراق
قائمة إذاعات الراديو في العراق:

## إذاعات بغداد
| الإذاعة                | تاريخ التأسيس | التردد (إف إم) | اللغة   |
| ---------------------- | ------------- | -------------- | ------- |
| راديو بغداد            | 1936          | 97.1           | العربية |
| راديو الرابعة          | 2020          | 88.3           | العربية |
| راديو النخلة           | 2023          | 105.1          | العربية |
| إذاعة أميديا Amedia FM | 2022          | 96.9           | العربية |
| إذاعة العهد            | 2006          | 101.0          | العربية |
| راديو دجلة             | 2004          | 88.3           | العربية |
| راديو سوا              | 2002          | 100.5          | العربية |
| راديو سومر             | 2005          | 99.9           | العربية |
| راديو الرشيد           | 2009          | 91.5           | العربية |
| راديو جامعة بغداد      |               | 105.7          | العربية |

## إذاعات البصرة
| الإذاعة      | تاريخ التأسيس | التردد (إف إم) | اللغة   |
| ------------ | ------------- | -------------- | ------- |
| راديو المربد | 2005          | 93.3           | العربية |
| راديو سوا    | 2002          | 107.0          | العربية |
| راديو دجلة   | 2004          | 96.5           | العربية |

## إذاعات النجف
| الإذاعة      | تاريخ التأسيس | التردد (إف إم) | اللغة   |
| ------------ | ------------- | -------------- | ------- |
| راديو المربد | 2005          | 98.8           | العربية |
| راديو سوا    | 2002          | 105.8          | العربية |

## إذاعات ميسان
| الإذاعة      | تاريخ التأسيس | التردد (إف إم) | اللغة   |
| ------------ | ------------- | -------------- | ------- |
| راديو المربد | 2005          | 89.4           | العربية |
| راديو سوا    | 2002          | 91.6           | العربية |

## إذاعات ذي قار
| الإذاعة      | تاريخ التأسيس | التردد (إف إم) | اللغة   |
| ------------ | ------------- | -------------- | ------- |
| راديو المربد | 2005          | 101.4          | العربية |

## إذاعات واسط
| الإذاعة      | تاريخ التأسيس | التردد (إف إم) | اللغة   |
| ------------ | ------------- | -------------- | ------- |
| راديو المربد | 2005          | 98.7           | العربية |

## إذاعات المثنى
| الإذاعة      | تاريخ التأسيس | التردد (إف إم) | اللغة   |
| ------------ | ------------- | -------------- | ------- |
| راديو المربد | 2005          | 97.7           | العربية |
| راديو سوا    | 2002          | 95.6           | العربية |

## إذاعات الديوانية
| الإذاعة      | تاريخ التأسيس | التردد (إف إم) | اللغة   |
| ------------ | ------------- | -------------- | ------- |
| راديو المربد | 2005          | 98.8           | العربية |

## إذاعات كربلاء
| الإذاعة      | تاريخ التأسيس | التردد (إف إم) | اللغة   |
| ------------ | ------------- | -------------- | ------- |
| راديو المربد | 2005          | 98.8           | العربية |

## إذاعات بابل
| الإذاعة      | تاريخ التأسيس | التردد (إف إم) | اللغة   |
| ------------ | ------------- | -------------- | ------- |
| راديو المربد | 2005          | 98.8           | العربية |
| راديو سوا    | 2002          | 90.4           | العربية |

## إذاعات ديالى
| الإذاعة   | تاريخ التأسيس | التردد (إف إم) | اللغة   |
| --------- | ------------- | -------------- | ------- |
| راديو سوا | 2002          | 97.5           | العربية |

## إذاعات الأنبار
| الإذاعة   | تاريخ التأسيس | التردد (إف إم) | اللغة   |
| --------- | ------------- | -------------- | ------- |
| راديو سوا | 2002          | 99.6           | العربية |

## إذاعات صلاح الدين
| الإذاعة   | تاريخ التأسيس | التردد (إف إم) | اللغة   |
| --------- | ------------- | -------------- | ------- |
| راديو سوا | 2002          | 97.1           | العربية |

## إذاعات كركوك
| الإذاعة     | تاريخ التأسيس | التردد (إف إم) | اللغة   |
| ----------- | ------------- | -------------- | ------- |
| راديو دجلة  | 2004          | 95.7           | العربية |
| راديو سوا   | 2002          | 98.8           | العربية |
| راديو ناليا | 2010          | 102.1          | الكردية |

## إذاعات الموصل
| الإذاعة     | تاريخ التأسيس | التردد (إف إم) | اللغة   |
| ----------- | ------------- | -------------- | ------- |
| راديو دجلة  | 2004          | 93.1           | العربية |
| راديو سوا   | 2002          | 106.6          | العربية |
| راديو ستارت |               | 92.5           | العربية |

## إذاعات السليمانية
| الإذاعة     | تاريخ التأسيس | التردد (إف إم) | اللغة   |
| ----------- | ------------- | -------------- | ------- |
| راديو دجلة  | 2004          | 93.0           | العربية |
| راديو سوا   | 2002          | 88.0           | العربية |
| راديو ناليا | 2010          | 102.1          | الكردية |

## إذاعات أربيل
| الإذاعة     | تاريخ التأسيس | التردد (إف إم) | اللغة   |
| ----------- | ------------- | -------------- | ------- |
| راديو دجلة  | 2004          | 95.5           | العربية |
| راديو سوا   | 2002          | 106.6          | العربية |
| راديو ناليا | 2010          | 102.1          | الكردية |

## إذاعات دهوك
| الإذاعة     | تاريخ التأسيس | التردد (إف إم) | اللغة   |
| ----------- | ------------- | -------------- | ------- |
| راديو ناليا | 2010          | 102.1          | الكردية |